# Корацо-Фикарела (Катанцаро)
Корацо-Фикарела је насеље у Италији у округу Катанцаро, региону Калабрија.
Према процени из 2011. у насељу је живело 38 становника. Насеље се налази на надморској висини од 48 м.